# Эдвардс, Эйми-Фион
Э́йми-Фи́он Э́двардс (англ. Aimee-Ffion Edwards, род. 21 ноября 1987, Ньюпорт, Уэльс) — британская актриса. Наиболее известна по роли Скетч во втором сезоне «Молокососов», Дженни Джонс во втором сезоне «Лютера» и Эсми в «Острых козырьках».

## Биография
Эдвардс родилась и выросла в Ньюпорте. До четырнадцати лет она была единственной девочкой в местной молодёжной команде по регби. Она также брала уроки балета. Она получила отличную оценку по актёрскому мастерству в школе и стала выступать в Национальном молодёжном театре Уэльса. Эдвардс свободно говорит на английском и валлийском.
Первую роль Эдвардс сыграла в короткометражке 2002 года, а первую заметную роль — в «Молокососах» в 2008 году.

## Избранная фильмография
| Год          |    | Русское название        | Оригинальное название           | Роль            |
| ------------ | -- | ----------------------- | ------------------------------- | --------------- |
| 2008         | с  | Молокососы              | Skins                           | Люси Скетч      |
| 2010         | с  | Быть человеком          | Being Human                     | Робин           |
| 2011         | с  | Лютер                   | Luther                          | Дженни Джонс    |
| 2013 — н. в. | с  | Острые козырьки         | Peaky Blinders                  | Эсми Шелби      |
| 2014         | тф | Поэт в Нью-Йорке        | A Poet in New York              | Марианна        |
| 2014         | тф | Под сенью млечного леса | Under Milk Wood                 | Логарна         |
| 2014         | с  | Внутри девятого номера  | Inside No. 9                    | Кэти            |
| 2014—2017    | с  | Искатели сокровищ       | Detectorists                    | Софи            |
| 2014         | ф  | Королева и страна       | Queen and Country               | Софи Адамс      |
| 2015         | с  | Волчий зал              | Wolf Hall                       | Элизабет Бартон |
| 2015         | ки |                         | Everybody's Gone to the Rapture | Рэйчел Бэйкер   |
| 2016         | с  | Смерть в раю            | Death in Paradise               | Шан             |
| 2017         | с  | При деньгах             | Loaded                          | Эбби            |
| 2018         | с  | Падение Трои            | Troy: Fall of a City            | Кассандра       |
| 2018         | с  | Громолёты, вперёд!      | Thunderbirds Are Go             | Хавок           |
| 2022         | с  | Медленные лошади        | Slow Horses                     | Ширли Дандер    |